# Micropeza corrigiolata
Micropeza corrigiolata – gatunek muchówki z rodziny szczudlarzowatych (Micropezidae).

## Opis
Całe ciało imago bardzo smukłe. Głowa owalna i podłużna, szaroczarna. Nadustek i policzki białe. Czułka czarne z białymi aristami. Oczy czerwonawe, u obu płci rozdzielone czarnym czołem. Tułów podłużny i smukły, szaroczany. Przezmianki białe. Skrzydła długie, przezroczyste. Odnóża bardzo długie, szczudłowate. Biodra żółte. Uda pierwszej pary pomarańczowo- lub żółto-czarne; uda drugiej i trzeciej pary pomarańczowe lub żółte z dwoma czarnymi obrączkami. Golenie i stopy czarne. Odwłok czarny z białym zakończeniem tergitów. Drobne szczecinki tyle głowy i tułowia oraz na goleniach. Pokładełko samic czarne.  

## Biologia

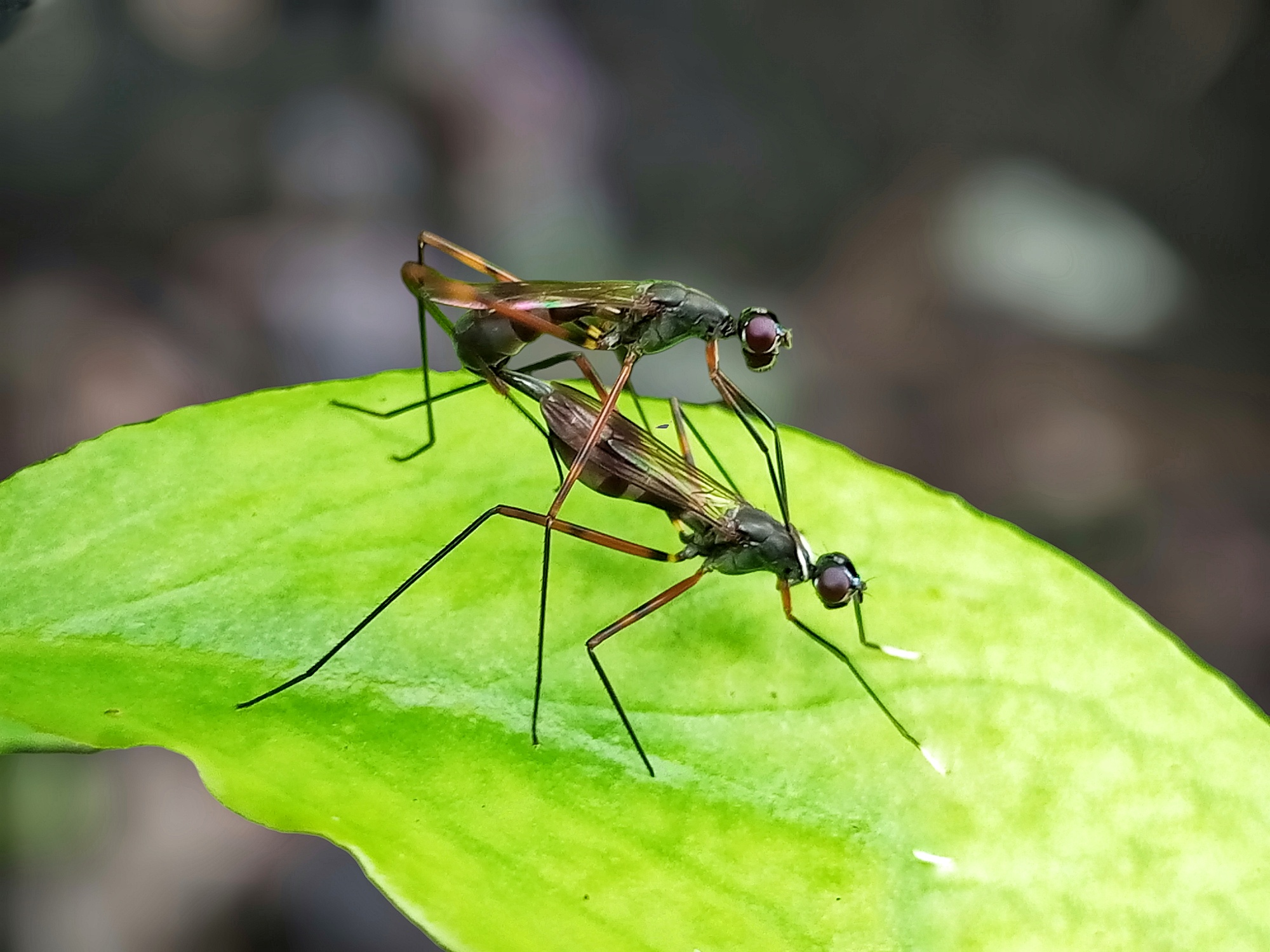
In copula

Zamieszkują tereny bujnie porośnięte roślinnością, jak łąki, polany, zarośla, ogrody. Imagines charakterystycznie przemierzają wierzchnią stronę liści drzew i krzewów. Latają niechętnie. Dorosłe muchówki mają polować na mniejsze owady albo żywić się padliną i butwiejącym materiałem roślinnym. Jedno pokolenie w sezonie. Larwy wykluwają się z jaj złożonych zaraz pod powierzchnią ziemi. Żerują na korzeniach roślin, na przykład tych z rodziny bobowatych (Fabaceae). Wiosną, po przezimowaniu, larwa przepoczwarza się pod ziemią. Imagines obserwowane od maja do września.

## Występowanie
Gatunek palearktyczny. Występuje w prawie całej Europie, najpowszechniej w centrum. Notowany sporadycznie w Azji Zachodniej. W Ameryce Północnej po raz pierwszy odłowiony w 1994 roku w prowincji Nowy Brunszwik w Kanadzie. Od tamtej pory odnaleziony także w Quebecu i Nowej Szkocji. 
W Polsce występuje pospolicie w całym kraju. Prawdopodobnie jedyny obecnie występujący krajowy gatunek Micropeza. 